# Combustión

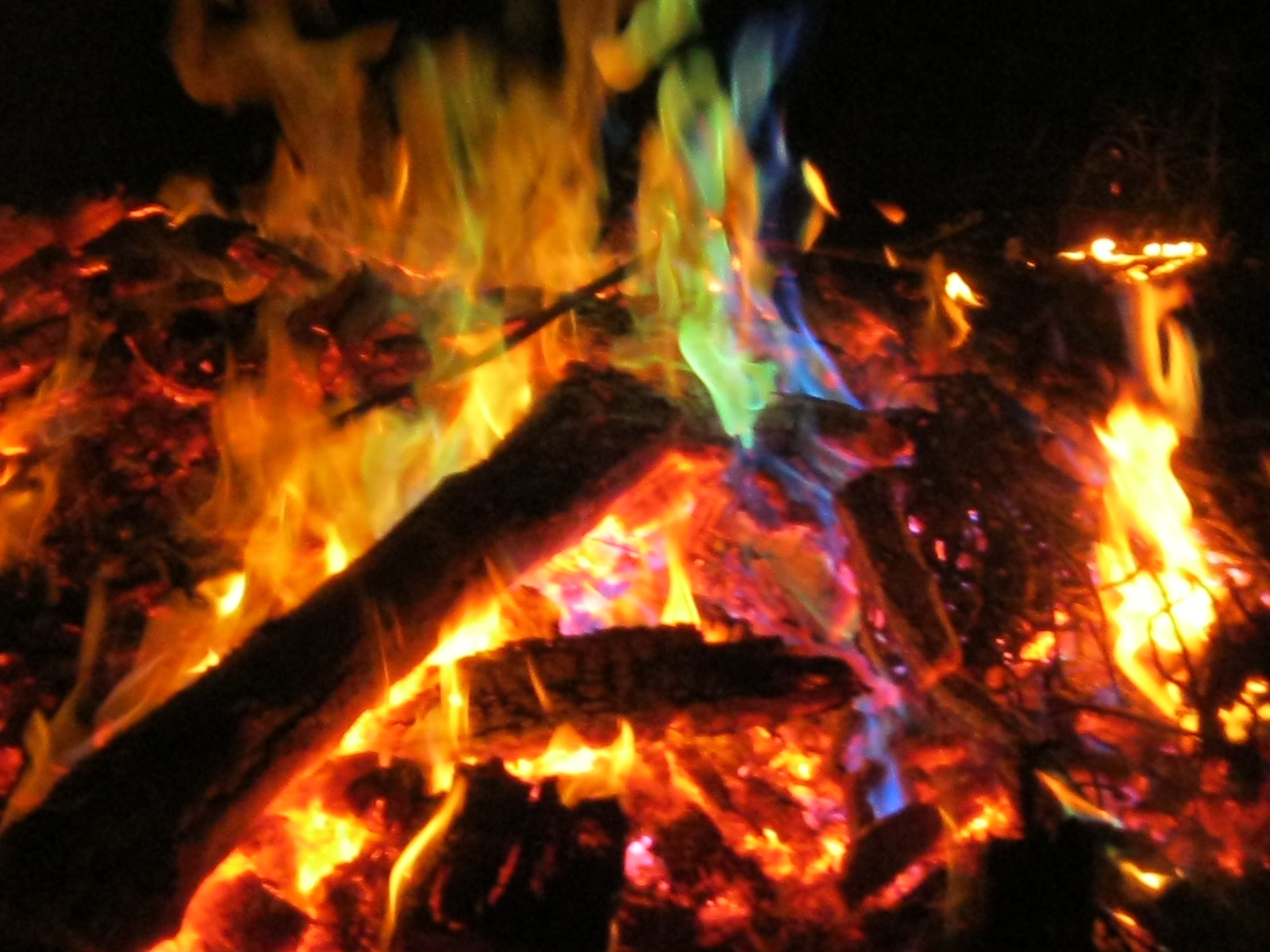
Combustión del cobre

La combustión (del latín combustio, -onis), en sentido amplio, puede entenderse como toda reacción química, relativamente rápida, de carácter notablemente exotérmico, que se desarrolla en fase gaseosa o heterogénea (líquido-gas, sólido) con o sin manifestación de llamas o de radiaciones visibles.
Desde el punto de vista de la teoría clásica, la combustión se refiere a las reacciones de oxidación que se producen de forma rápida, de materiales llamados combustibles, formados fundamentalmente por carbono (C) e hidrógeno (H) y en algunos casos por azufre (S), en presencia de oxígeno, denominado el comburente y con gran desprendimiento de calor.
La combustión es a menudo una secuencia complicada de reacciones de elementos radicales. Los combustibles sólidos, como la madera y el carbón, sufren primero endotérmica pirólisis para producir combustibles gaseosos cuya combustión suministra a continuación el calor necesario para producir más de ellos. La combustión suele ser lo suficientemente caliente como para que incandescente luz en forma de brillo o de  llama. Un ejemplo sencillo puede verse en la combustión de hidrógeno y oxígeno en agua vapor, una reacción que se utiliza habitualmente para alimentar  motores de cohetes. Esta reacción libera 242 kJ/mol de calor y reduce la entalpía en consecuencia (a temperatura y presión constantes):

## Combustión desde el punto de vista químico
Centrándose en la química, se llama combustión a la reacción que se produce entre un material oxidable y el oxígeno, flúor, cloro, etc y el oxígeno se vuelve reductor frente al flúor por el diferencial de electronegatividad del flúor que es de 4 y el oxígeno de 3.38 (3.5 en la escala de Pauling), la cual se revela a través de las llamas y genera la liberación de energía. Dicho de otro modo: la combustión implica la oxidación de un elemento mediante un proceso que se hace visible por el fuego y que incluye el desprendimiento de energía a modo de luz y calor.
En adelante, todo se refiere a la teoría clásica. En la realidad, en lugar de oxígeno puro, la reacción se produce con presencia de aire, que normalmente, para simplificar los cálculos, se le considera con una composición en volumen; de 21 % de oxígeno y 79 % de nitrógeno.

## Fases de la combustión
Las reacciones de combustión son en realidad mucho más complejas de lo que puede parecer, debido principalmente a la enorme rapidez con que se suceden las distintas etapas. Hasta la llama más simple es el resultado de muchas reacciones químicas casi simultáneas, cuyo estudio requiere la resolución de problemas de aerodinámica, de conducción de calor y de difusión molecular. La teoría clásica simplifica todo este proceso atendiendo más al resultado final, que a la dinámica del proceso.
Los tres componentes indicados no se encuentran como componentes puros, sino que forman parte de un compuesto que generalmente conocemos como hidrocarburo. El proceso de combustión se realiza en tres fases:
- En una primera fase se produce una prerreacción en la que los hidrocarburos se descomponen para reaccionar con el oxígeno, formando unos compuestos inestables que reciben el nombre de radicales.
- La segunda fase es la de oxidación, en la cual se libera la mayor parte del calor.
- En la tercera se completa la oxidación y se forman los productos estables que serán los componentes de los gases de combustión.

En la primera fase, los radicales formados son muy activos y enormemente inestables, de forma que se producen reacciones en cadena en la que estos evolucionan y desaparecen de una forma equilibrada. Cuando los radicales se forman a una velocidad superior a la que reaccionan posteriormente, su acumulación provoca una reacción masiva y violenta con el oxígeno que se conoce como explosión. La onda expansiva que se produce por la liberación súbita de energía, puede alcanzar velocidades de transmisión superiores a 2500 m/s y suele estar acompañada de una detonación. Cuando la velocidad de propagación es inferior a la del sonido, no hay explosión y la reacción súbita se conoce como deflagración.

## Tipos de combustión
Se pueden distinguir cinco tipos de combustión:
- Combustión completa o perfecta: Cuando las reacciones indicadas están desplazadas totalmente a la derecha, es decir, los componentes se oxidan completamente, formando dióxido de carbono (CO2), agua líquida (H2O) y en su caso, dióxido de azufre (SO2), independientemente de la cantidad de aire empleada en la reacción. Esto implica que el oxígeno presente en el aire, ha sido cuando menos, suficiente para oxidar completamente los componentes.
- Combustión estequiométrica o neutra:  es la que tiene lugar cuando se utiliza la cantidad exacta de aire. Cuenta con la particularidad de que resulta ser tan perfecta que únicamente puede conseguirse en un laboratorio.
- Combustión incompleta: Es aquella cuyos gases de combustión contienen compuestos parcialmente oxidados llamados inquemados, como: monóxido de carbono (CO), partículas de carbono, hidrógeno, etc.
- Combustión con exceso de aire: son las reacciones de combustión en las que hay una cantidad de aire superior a la estequiométrica necesaria, dando como productos inquemados, como por ejemplo la presencia de oxígeno (O2), produciéndose además una pérdida de calor.
- Combustión con defecto de aire: son las reacciones de combustión en las que la cantidad de aire presente en la combustión no es suficiente, produciendo en este caso inquemados como los de las combustión incompleta.

## Exceso de aire
La reacción de combustión del C se puede escribir de la siguiente manera:{\displaystyle {\ce {C + O2 -> CO2}}}Las cantidades en peso y volumen, en condiciones normales a 0 °C y 101,3 kPa de presión, que intervienen de cada sustancia en la reacción: 12 gramos de carbono necesitan 22,4 litros de oxígeno para que se obtengan 22,4 litros de dióxido de carbono.
Si esto se produce exactamente así, es lo que se llama reacción estequiométrica. A partir de la cantidad estequiométrica de oxígeno y teniendo en cuenta que el aire lo contiene en un 21% de su volumen, podemos calcular el aire mínimo necesario para aportar el oxígeno estequiométrico.
Para un combustible, que contiene un determinado porcentaje en peso de carbono, hidrógeno y azufre, se calcula el oxígeno necesario para oxidar cada elemento y la suma de estas cantidades será el aire mínimo necesario para quemar completamente una unidad del mismo.
En la práctica, como ya se dijo, aportando a un proceso de combustión esta cantidad de aire mínima, no se logra una combustión completa. No hay que olvidar que en un proceso industrial, tanto el combustible como el aire están en movimiento, lo que hace que la mezcla combustible-comburente no sea homogénea. Si a esto se añaden; la velocidad de las reacciones, el escaso tiempo de permanencia de la mezcla en la cámara y las variaciones de temperatura, el resultado es que una fracción del combustible escapa por la chimenea sin haberse quemado, o por lo menos, no totalmente.
Cuando una partícula de carbono, no encuentra el aire suficiente para quemarse, la reacción que se produce es:{\displaystyle {\ce {C + 1/2 O2 -> CO + 10204 kJ/kg\; C}}}Esto significa que por cada kilogramo de C que pase a CO, se pierden 23.671 kJ, además de la peligrosidad que implica la formación de monóxido de carbono.
Se hace pues imprescindible, aportar un exceso de aire (n), es decir, una cantidad mayor de la estequiométricamente necesaria, para que todas las partículas de combustible encuentren el oxígeno suficiente para oxidarse totalmente.
Podría llegarse a la conclusión de que aportar mucho aire garantiza una combustión completa y por tanto es una buena estrategia. Sin embargo, todo el aire añadido no necesario, entra y sale de la cámara de combustión sin haber hecho otra cosa que calentarse, lo cual supone una pérdida de calor y por tanto una bajada del rendimiento. Lo eficaz, en consecuencia, será añadir el exceso de aire justo para conseguir una oxidación completa.

## Productos de combustión
Los humos o productos de combustión están formados por los gases resultantes de las reacciones; dióxido de carbono, vapor de agua y óxido de azufre cuando lo tiene el combustible, así como el nitrógeno correspondiente al volumen de aire utilizado. También se puede encontrar oxígeno y nitrógeno procedentes del aire no utilizado, óxidos de nitrógeno y a veces otros gases que pudieran formar parte del aire aportado.
Su cálculo se realiza de la misma forma indicada para el oxígeno, a partir de las reacciones de combustión y contando con el exceso de aire utilizado. La suma de los volúmenes obtenidos para cada gas más el nitrógeno contenido en el aire mínimo, todo ello multiplicado por el coeficiente (n) de exceso de aire, da como resultado el volumen de gases húmedos. Si en la suma no se tiene en cuenta el agua formada, se obtiene el volumen de gases secos.
La relación entre el volumen de CO2 y el volumen total de gases secos, es la concentración de este componente en base seca, máxima que se puede medir en los análisis normales de los gases de combustión. La obtención en un análisis de un valor menor, significa:
- Que se ha utilizado un exceso de aire mayor del necesario, ya que aunque la cantidad de CO2 sea la prevista, la concentración disminuye, puesto que aumenta el volumen de gases en el que se diluye. En este caso también aparecerá O2 en el análisis, tanto más cuanto más exceso de aire.
- O bien, parte del carbono no se ha oxidado, normalmente por defecto de aire, en cuyo caso se encontrarán en el análisis cantidades de monóxido de carbono (CO), puede aparecer H2 y con mucho defecto de aire partículas de carbono sin quemar (hollín).

También puede aparecer monóxido de carbono con exceso de aire, sobre todo con combustibles líquidos, debido a una mala atomización del combustible y a un defecto de mezcla combustible-comburente.

## Poder calorífico
El poder calorífico es la cantidad de energía por unidad de masa o unidad de volumen de materia que se puede desprender al producirse una reacción química de oxidación. [ITZ]  

## Teoría de la llama

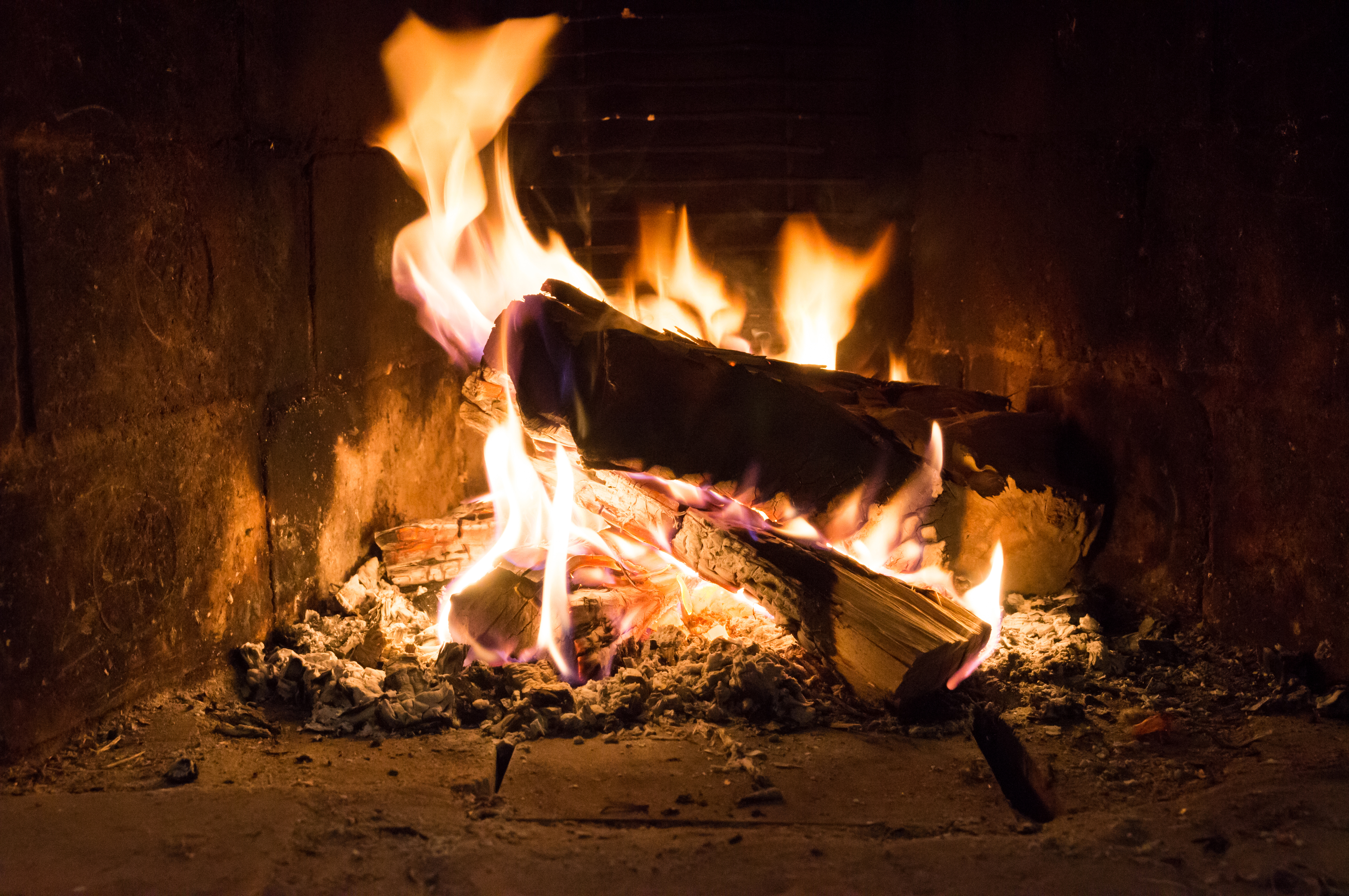
Las llamas son reacciones de combustión en movimiento, a velocidades inferiores a la del sonido.

La llama puede definirse como una reacción de combustión que se propaga a través del espacio, a velocidad inferior a la del sonido. El concepto de llama implica el de movimiento y por consiguiente, un frente de avance de la reacción denominado frente de llama.
La forma que tiene la llama, o masa de combustible en combustión, depende del medio técnico que prepara el combustible, el comburente, la mezcla de ambos y aporta la energía de activación, que es el quemador.
Para que tenga lugar la combustión se tiene que alcanzar la temperatura de ignición, muy superior a la del punto de inflamación que es aquella en la que el combustible está en condiciones de iniciar la combustión, pero si se retira la energía de activación, la llama se apaga. A partir de ello, todas las reacciones de combustión en sus distintas fases, tienen lugar en este medio gaseoso que es la llama. Una vez iniciada, si se aportan el combustible y comburente suficientes, a la misma velocidad con que se propaga el frente de llama, la llama se estabiliza y persiste, aunque se retire la energía de activación inicial.
La velocidad de propagación de la llama depende de cada combustible, de su mayor o menor grado de pureza y del exceso de aire con que se efectúa la combustión. La temperatura de la llama depende del poder calorífico, del exceso de aire y del tipo de hogar o cámara de combustión. Se conoce como temperatura teórica de llama adiabática a la mayor temperatura que se puede obtener de un combustible, la cual se alcanza cuando no hay exceso de aire. En cuanto al color, depende del combustible. En general se puede decir que debe ser clara y luminosa, sin productos humeantes. Cuando hay falta de aire, la llama se oscurece y humea debido a partículas de carbono incandescentes.

## Problemas asociados a la combustión incompleta

### Problemas medioambientales
Los óxidos se combinan con el agua y el oxígeno de la atmósfera, creando ácido nítrico y ácido sulfúrico, que vuelven a la superficie de la Tierra en forma de deposición ácida, o "lluvia ácida". La deposición ácida perjudica a los organismos acuáticos y mata los árboles. Al formar ciertos nutrientes menos disponibles para las plantas, como el calcio y el fósforo, reduce la productividad del ecosistema y de las explotaciones agrícolas. Otro problema asociado a los óxidos de nitrógeno es que, junto con los hidrocarburos contaminantes, contribuyen a la formación de ozono troposférico, uno de los principales componentes del smog.

### Problemas para la salud humana
Respirar monóxido de carbono provoca dolor de cabeza, mareos, vómitos y náuseas. Si los niveles de monóxido de carbono son lo suficientemente altos, las personas pierden el conocimiento o mueren. La exposición a niveles moderados y altos de monóxido de carbono durante periodos prolongados está positivamente correlacionada con el riesgo de cardiopatías. Las personas que sobreviven a una intoxicación grave por monóxido de carbono pueden sufrir problemas de salud a largo plazo. El monóxido de carbono del aire se absorbe en los pulmones y se une a la hemoglobina de los glóbulos rojos. Esto reduciría la capacidad de los glóbulos rojos para transportar oxígeno por todo el cuerpo.

### Fuego quemado
La combustión lenta, a baja temperatura y sin llama es una forma de combustión sostenida por el calor generado cuando el oxígeno ataca directamente la superficie de un combustible en fase condensada. Se trata de una reacción de combustión incompleta. Entre los materiales sólidos que pueden mantener una reacción de combustión lenta se incluyen el carbón, la celulosa, la madera, el algodón, el tabaco, la turba, el estiércol, el humus, las espumas sintéticas, los polímeros carbonizados (incluida la espuma de poliuretano) y el polvo. Ejemplos comunes de fenómenos de combustión lenta son el inicio de incendios residenciales en muebles tapizados por fuentes de calor débiles (por ejemplo, un cigarrillo, un cable cortocircuitado) y la combustión persistente de biomasa detrás de los frentes llameantes de los incendios forestales.